# Lucky Shiner
Lucky Shiner — дебютный студийный альбом британского электронного музыканта Gold Panda (Derwin Schlecker, он же Derwin Dicker), изданный 27 мая 2010 года на студии Ghostly International. Альбом назван в честь бабушки музыканта.

## Запись
Gold Panda записал Lucky Shiner за две недели на Рождество в доме своих тёти и дяди в Эссексе. Альбом назван в честь его бабушки. По словам музыканта «Лаки Шайнер — это имя моей бабушки. Иногда мне кажется, что она точно знает, что я чувствую, даже не говоря ей об этом».

## Отзывы
| Совокупная оценка          | Совокупная оценка |
| Источник                   | Оценка            |
| -------------------------- | ----------------- |
| AnyDecentMusic?            | 7.6/10            |
| Metacritic                 | 80/100            |
| Оценки критиков            |                   |
| Источник                   | Оценка            |
| AllMusic                   | [ 4 ]             |
| The Guardian               | [ 5 ]             |
| The Irish Times            | [ 6 ]             |
| Mojo                       | [ 7 ]             |
| MSN Music (Expert Witness) | A−                |
| NME                        | 8/10              |
| Pitchfork                  | 8.3/10            |
| Q                          | [ 11 ]            |
| Spin                       | 7/10              |
| XLR8R                      | 8/10              |

Альбом получил положительные отзывы музыкальной критики и интернет-изданий. Half of Where You Live получил оценку 80 из 100 на агрегаторе рецензий Metacritic, основанную на отзывах критиков, что свидетельствует о «в целом благоприятном» приёме.
Альбом получил почетное упоминание в списке «Альбомы года 2010» по версии Pitchfork. MusicOMH назвал его 50-м лучшим альбомом 2010 года. Stereogum назвал его 39-м лучшим альбомом 2010 года. Также альбом удостоился премии британской газеты The Guardian.

## Список композиций
Слова и музыка всех песен — Gold Panda.
| №   | Название                      | Длительность |
| --- | ----------------------------- | ------------ |
| 1.  | «You»                         | 3:36         |
| 2.  | «Vanilla Minus»               | 4:03         |
| 3.  | «Parents»                     | 2:01         |
| 4.  | «Same Dream China»            | 4:14         |
| 5.  | «Snow & Taxis»                | 4:40         |
| 6.  | «Before We Talked»            | 5:20         |
| 7.  | «Marriage»                    | 4:41         |
| 8.  | «I'm with You but I'm Lonely» | 5:14         |
| 9.  | «After We Talked»             | 3:39         |
| 10. | «India Lately»                | 6:35         |
| 11. | «You.»                        | 3:02         |

| №   | Название      | Длительность |
| --- | ------------- | ------------ |
| 12. | «Greek Style» | 2:58         |
| 13. | «Casio Daisy» | 2:48         |

| №   | Название   | Длительность |
| --- | ---------- | ------------ |
| 14. | «Rush Job» | 3:58         |

## Чарты
| Чарт (2010)                                  | Высшая позиция |
| -------------------------------------------- | -------------- |
| Великобритания (UK Albums Chart)             | 155            |
| Великобритания (UK Dance Albums Chart)       | 8              |
| Великобритания (UK Independent Albums Chart) | 20             |